# Elezioni presidenziali in Siria del 2000
Le elezioni presidenziali in Siria del 2000 si tennero il 10 luglio, in seguito alla morte di Hafez al-Assad.
La Costituzione siriana prevedeva che il Presidente dovesse essere scelto dal Partito Ba'th e che la sua candidatura dovesse essere approvata prima dal Consiglio del popolo e poi dal popolo siriano tramite referendum. Il Consiglio del popolo scelse Bashar al-Assad, figlio di Hafez al-Assad.

## Risultati
| A favore        | 8 689 871 | 99,74 |  |  |  |  |  |  |
| Contro          | 22 439    | 0,26  |  |  |  |  |  |  |
| Totale          | 8 712 310 | 100   |  |  |  |  |  |  |
|                 |           |       |  |  |  |  |  |  |
| Voti non validi | 219 313   | 2,46  |  |  |  |  |  |  |
| Votanti         | 8 931 623 | 94,55 |  |  |  |  |  |  |
| Elettori        | 9 446 054 |       |  |  |  |  |  |  |